# Plekhovo (oblast de Koursk)
Plekhovo (en russe : Плехово) est un village et municipalité du raïon de Soudja dans l'oblast de Koursk, en Russie. Sa population s'élevait à 581 habitants au recensement de 2021.

## Géographie
Le village de Plekhovo se situe dans l'oblast de Koursk, un oblast de la partie européenne de la Russie. Le village fait partie du raïon de Soudja, avec Soudja comme centre administratif.

### Maires
| Période                                  | Période                   | Identité                           | Étiquette   | Qualité |
| ---------------------------------------- | ------------------------- | ---------------------------------- | ----------- | ------- |
| 24 avril 2024                            | En cours (au 8 août 2024) | Iekaterina Vassilievna Feoktistova | Russie unie | [ 2 ]   |
| Les données manquantes sont à compléter. |                           |                                    |             |         |

## Démographie
Recensements (*) et estimations de la population :
| 2002 * | 2010* | 2021* | - |
| ------ | ----- | ----- | - |
| 843    | 679   | 581   | - |